# Ветар
Ветар (індонез. Pulau Wetar; англ. Wetar) — найбільший острів групи островів Барат-Дая (Молуккські острови, Південно-Східна Азія), розташований у морі Банда Тихого океану, на північ від острова Тимор, входить до складу Індонезії.

## Географія
Острів адміністративно належить до округу Південно-Західне Малуку, провінції Малуку. Розташований в південно-західній частині архіпелагу Молуккські острови, за 65 км на північ від острова Тимор і відділений від нього протокою Ветар, омивається водами моря Банда. За 75 км на захід розташований острів Алор, а за 54 км на схід розташований острів Романґ. Острів простягся з заходу — південного-заходу на схід — північний-східна на 120 км, при максимальній ширині до 40 км. Має площу — 3600 км² (21-те місце в Індонезії та 150-те у світі). Найбільша висота (вершина без назви) — 1412 м.
Ветар є частиною вулканічної острівної дуги, до складу якої входять інші острови Барат Даай і острови Банда, які були утворені зіткненням Індо-Австралійської та Євразійської тектонічних плит. Проте, острів головним чином не вулканічного походження, а був утворений підняттям океанічної кори, в процесі зіткнення тектонічних плит. Розташований на північ від острова вулканічний конус Гунунгапі-Ветар піднімається на 282 м над рівнем океану і утворює окремий острів.
На острові працює багато золотоносних шахт, які через низьку культуру експлуатації, становлять екологічну загрозу для навколишнього середовища острова.
Клімат острова субекваторіальний. Середньорічний рівень опадів — 2000 мм. Тут ростуть тропічні ліси та чагарники. Плантації кокосової пальми та інших тропічних культур.

## Населення
Населення острова Ветар у 2010 році становило 7,916 осіб.

## Флора і фауна
Поряд з іншими сусідніми островами Ветар був утворений в складі біогеографічного регіону Воллосії, яка була відокремлена глибокими протоками від азійського і австралійського континентальних шельфів. Тому цей регіон відомий своєю незвичайною фауною, і острів не є винятком. Він має 162 види птахів, три з яких є ендемічними, і чотири з них знаходяться під загрозою зникнення. Опади тут виражено сезонні на основі мусонів, тому острови в основному покриті тропічними сухими широколистяними лісами, які частково листяні, при цьому багато дерев втрачають листя в сухий сезон. Ветар утворює частину екологічного регіону Тиморсько-Ветарських листяних лісів.